# San Martino in Badia
St. Martin in Passeier tiếng Đức) hoặc San Martino in Passiria tiếng Ý) là một đô thị ở Bolzano-Bozen ở vùng Trentino-Alto Adige/Südtirol, có vị trí cách khoảng 80 km về phía bắc của Trento và khoảng 35 km về phía tây bắc của Bolzano. Tại thời điểm ngày 31 tháng 12 năm 2004, đô thị này có dân số 2.942 người và diện tích là 30,5 km².
Đô thị St. Martin in Passeier có các frazioni (các đơn vị cấp dưới, chủ yếu là các làng) Saltaus (Saltusio),, Quellenhof, Ried, Kalmtal (it. Valclava with Neuhaus, Kalbe, Abl, Tschagg, Schupfe, Unter- und Oberbach, Steinwandt, Grube und Magdfeld), Flon (Vallone), Matatz (Montaccio),
St. Martin in Passeier giáp các đô thị: Moos in Passeier, Riffian, và St. Leonhard in Passeier.

## Các ngôn ngữ
Theo điều tra dân số năm 2001
98,74% nói tiếng Đức
1,23% nói tiếng Ý
0,04% nói tiếng Ladinia